# Franzl Lang
Franz "Franzl" Lang (28 tháng 12 năm 1930 – 6 tháng 12 năm 2015), được biết như là Yodel king (Vua Yodel, tiếng Đức: Jodlerkönig), là một người hát yodel đến từ Bavaria, Đức. Lang cũng hát và chơi guitar và đàn accordion và là tác giả của một vài cuốn sách về yodel. Lang thường hát dân ca Đức; ông thường hát bằng tiếng Bavarian của vùng nông thôn Alpine. Khi nghỉ hưu, ông thỉnh thoảng vẫn cho ra những bản thu âm.
Ông được mọi người đánh giá là người Alpine hát Yodel hay nhất thế giới.

## Tiểu sử
Lớn lên ở Munich, Lang được đào tạo như một người làm công cụ (nguyên gốc: toolmaker), ông bắt đầu chơi accordion của mình lúc 9 tuổi. Hit lớn nhất của ông là sáng tác năm 1968 "Kufstein-Lied". Trong nhiều năm thập niên 1970, ông là một khách mời thường xuyên của Chương trình âm nhạc thực tế trên truyền hình Tây Đức, đặc biệt là trên chương trình ZDF Lustige Musikanten.
Lang đã bán được hơn 10 triệu bản ghi âm; ông đã giành được 20 đĩa vàng và một đĩa bạch kim trong ngành công nghiệp ghi âm Đức. Ông được biết đến như là một người hát yodel nổi tiếng nhất từng được biết.
Ông qua đời tại nhà dưỡng lão Munich vào ngày 6 tháng 12 năm 2015.

## Hôn nhân & gia đình
Ông đã kết hôn với bà Johanna năm 1954; Ông có một con trai (Franz Herbert Lang) và một con gái (Christl).

## Liên kết
- Yodelling - Franzl Lang https://www.youtube.com/watch?t=151&v=vQhqikWnQCU
- Franzl Lang - Einen Jodler hör i gernyodelingjoe